# Drymophila devillei
Drymophila devillei là một loài chim trong họ Thamnophilidae.